# PLXNA2
La plexina-A2 es una proteína que en los humanos está codificada por el gen PLXNA2.
Este gen codifica a un miembro de la familia de plexina A de correceptores de semaforina. Las semaforinas son una gran familia de proteínas secretadas o unidas a la membrana que median los efectos repulsivos en la búsqueda de los axones durante el desarrollo del sistema nervioso. Un complejo de receptores transmembrana de plexina-A/neuropilina reconoce un subconjunto de semaforinas, lo que desencadena una cascada de transducción de señales celulares que conduce a la repulsión del axón. Se cree que este miembro de la familia de plexina A transduce señales de semaforina-3A y -3C.
En algunos estudios, el gen PLXNA2 está asociado con la esquizofrenia y ansiedad.